# Mandevilla
Mandevilla és un gènere de plantes enfiladisses de distribució tropical i subtropical de la família Apocinàcia. Va ser descrita com un gènere l'any 1840.
Les espècies de Mandevilla són natives del sud-oest dels Estats Units d'Amèrica, Mèxic, Amèrica Central, les Antilles, i Amèrica del Sud. Moltes es van originar en els boscos de la Serra dos Órgãos a Rio de Janeiro (Brasil). Rep el nom del diplomàtic i jardiner anglès Henry Mandeville (1773-1861).

## Cultiu
Són plantes ornamentals enfiladisses sovint de flors flairoses que a les zones temperades es conreen com a plantes d'interior (com a mínim en temps de gelades) però algunes espècies suporten bé els hiverns mediterranis.
La Mandevilla scabra de vegades es fa servir com a additiu a la droga psicodèlica Ayahuasca, però es considera tòxica.

## Taxonomia
Espècies acceptades

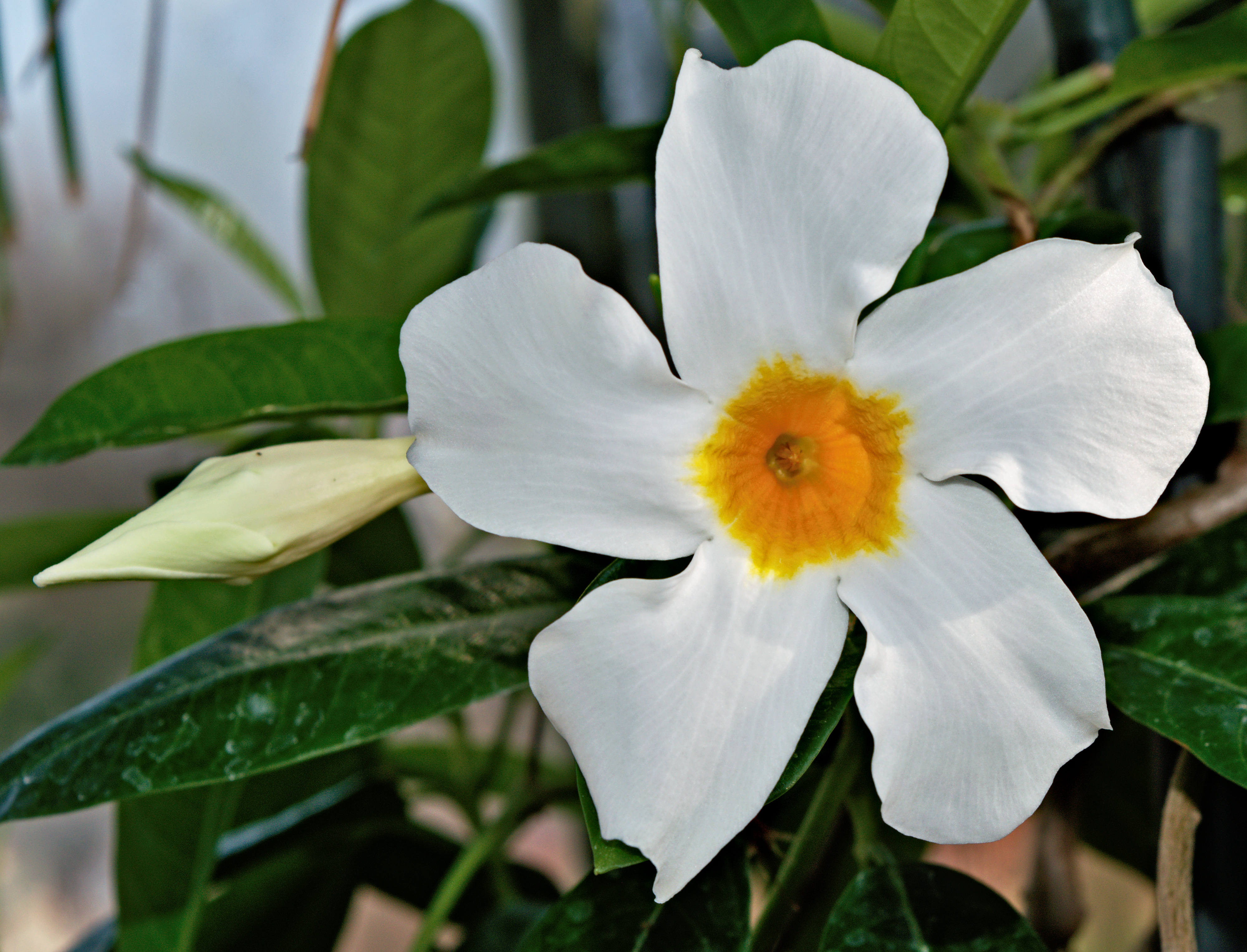
Mandevilla boliviensis

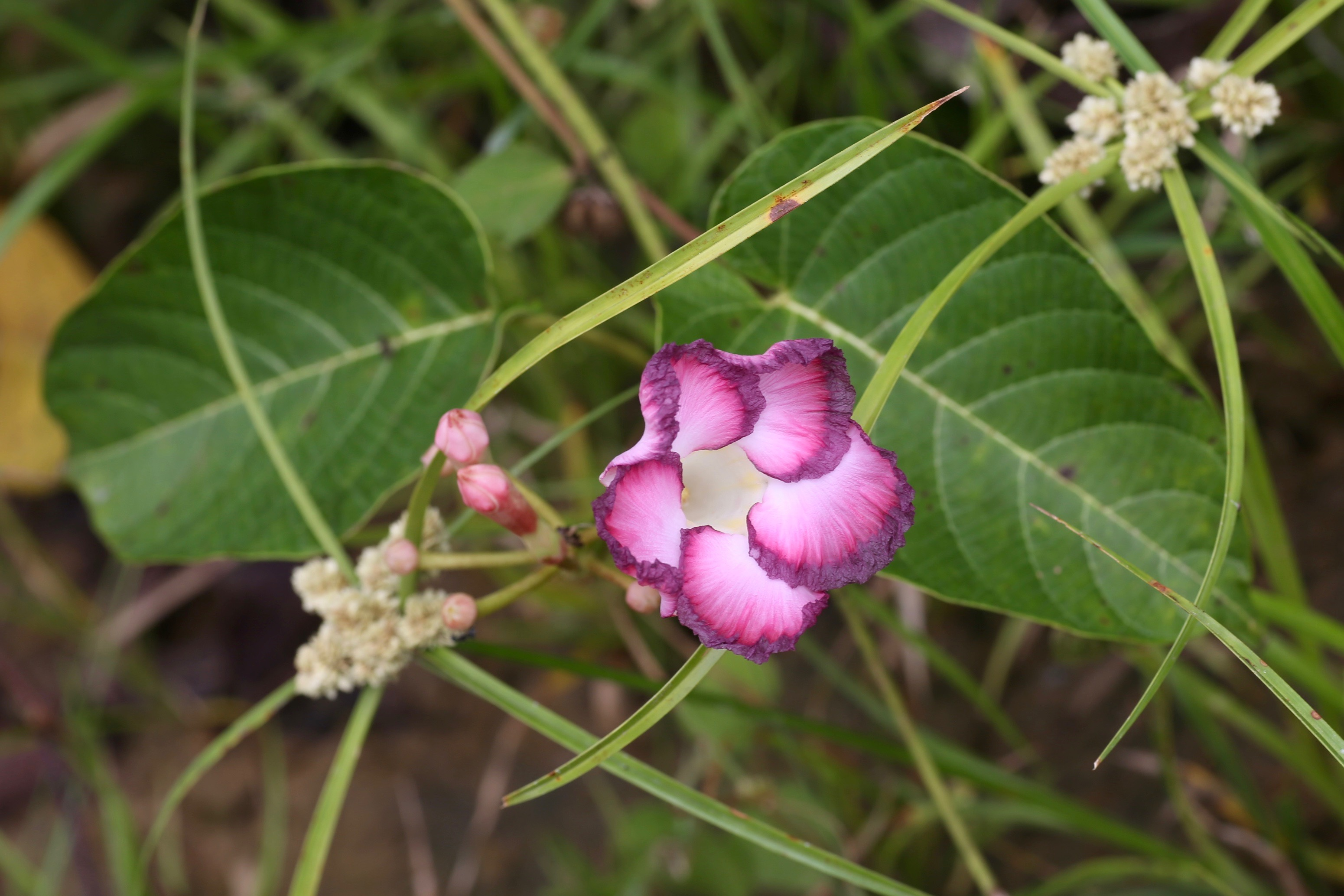
Mandevilla callista

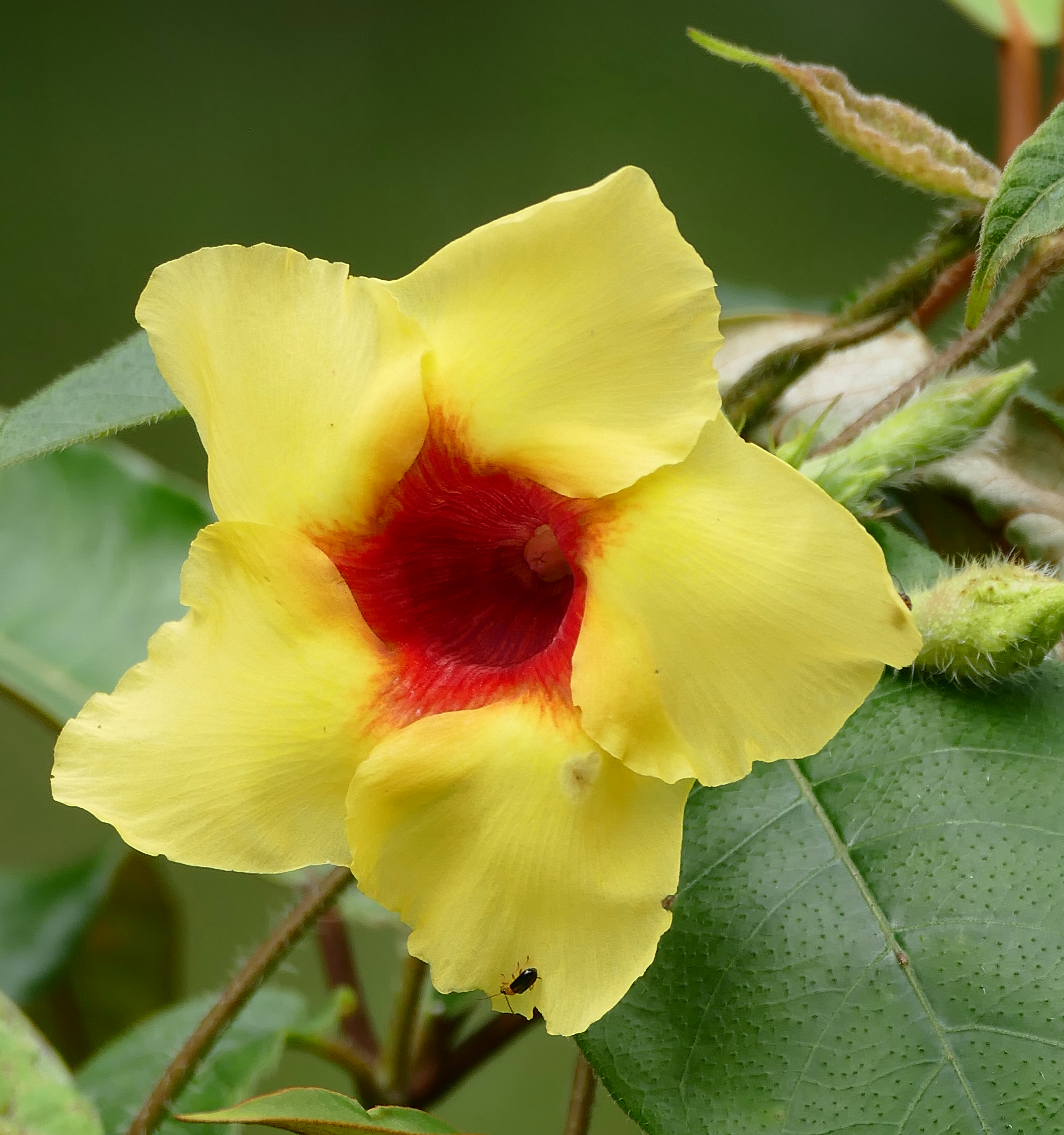
Mandevilla hirsuta

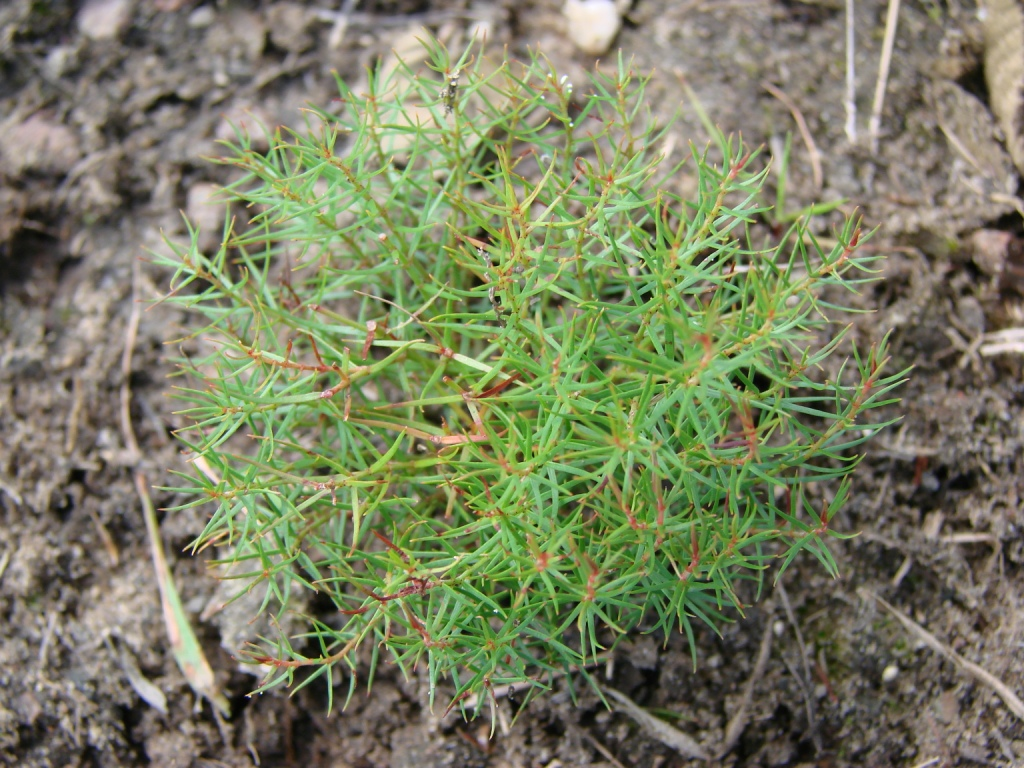
Mandevilla miriophylla

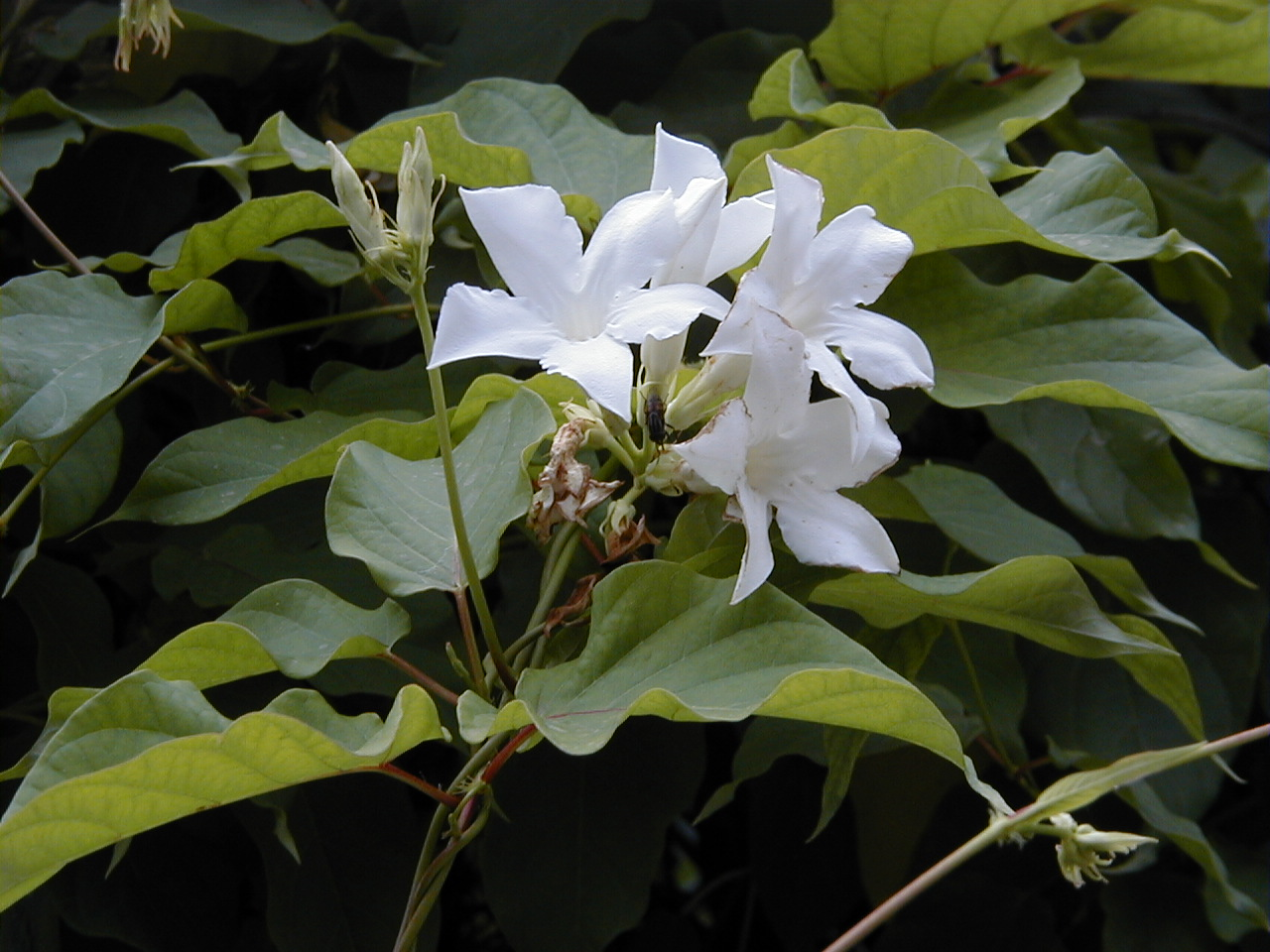
Mandevilla laxa

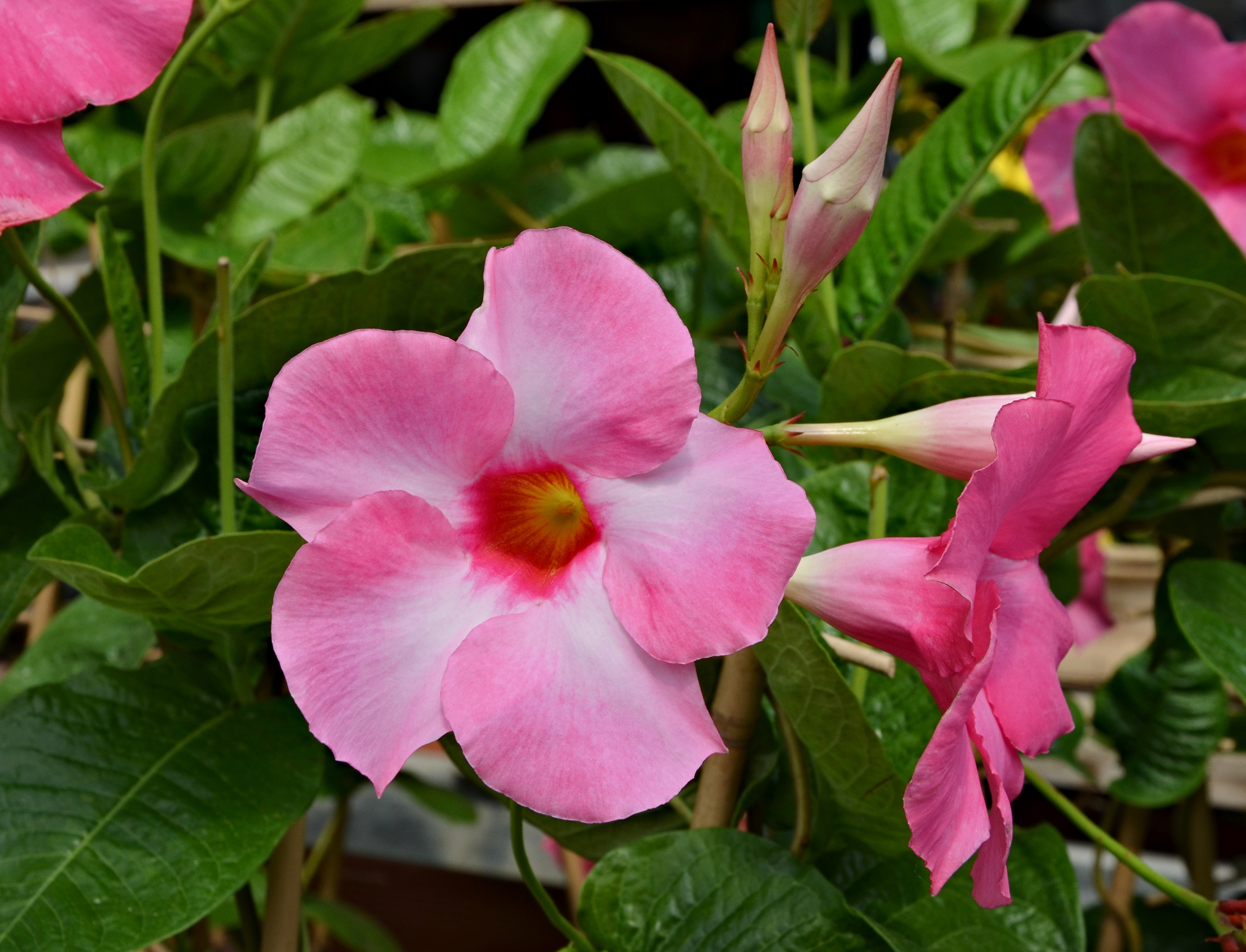
Mandevilla sanderi

1. Mandevilla abortiva - Bahia, Goiás
2. Mandevilla acutiloba - Mèxic a Honduras
3. Mandevilla aequatorialis - Ecuador
4. Mandevilla albifolia - Veneçuela
5. Mandevilla alboviridis - Perú, Colòmbia
6. Mandevilla amazonica - S Veneçuela
7. Mandevilla anceps - S Veneçuela, NW Brasil
8. Mandevilla andina - Bolívia
9. Mandevilla angustata - S Veneçuela, Guyana
10. Mandevilla angustifolia - Bolívia, Paraguai, N Argentina
11. Mandevilla annulariifolia - S Veneçuela, NW Brasil, SE Colòmbia
12. Mandevilla antioquiana - Antioquia a Colòmbia
13. Mandevilla apocynifolia - Jalisco, Nayarit, Michoacán
14. Mandevilla aracamunensis - S Veneçuela
15. Mandevilla arcuata - Perú, S Colòmbia
16. Mandevilla aridana - Santander a Colòmbia
17. Mandevilla assimilis - Ecuador
18. Mandevilla atroviolacea - S Brasil
19. Mandevilla bahiensis - Bahia
20. Mandevilla barretoi - Minas Gerais
21. Mandevilla benthamii - SE Veneçuela, Guyana
22. Mandevilla bogotensis - NW Veneçuela, Ecuador, Colòmbia
23. Mandevilla boliviensis - Costa Rica to Bolívia + E Brasil
24. Mandevilla brachyloba - Bolívia, Perú, NW Argentina
25. Mandevilla brachysiphon - Arizona, Nou Mèxic, N Mèxic
26. Mandevilla bracteata - Ecuador, Colòmbia
27. Mandevilla bradei - Goiás
28. Mandevilla callacatensis - Perú
29. Mandevilla callista - Colòmbia, Perú, Ecuador, Bolívia
30. Mandevilla caquetana - Caquetá a Colòmbia
31. Mandevilla catimbauensis - Pernambuco
32. Mandevilla caurensis - SE Colòmbia, S Veneçuela
33. Mandevilla cercophylla - Ecuador, SW Colòmbia, Perú
34. Mandevilla clandestina - Brasil
35. Mandevilla coccinea - Brasil, Uruguai, Paraguai, NE Argentina
36. Mandevilla columbiana - S Colòmbia
37. Mandevilla convolvulacea - Puebla, Oaxaca
38. Mandevilla crassinoda - Rio de Janeiro
39. Mandevilla cuneifolia - SE Colòmbia, NW Brasil
40. Mandevilla cuspidata - Perú, Bolívia
41. Mandevilla dardanoi - Pernambuco
42. Mandevilla dissimilis - Ecuador
43. Mandevilla duidae - Amazonas a Veneçuela
44. Mandevilla emarginata - Brasil, Uruguai, Paraguai, NE Argentina, Bolívia
45. Mandevilla duartei - Minas Gerais
46. Mandevilla equatorialis - Ecuador
47. Mandevilla espinosae - Ecuador
48. Mandevilla exilicaulis - Michoacán, Colima, Jalisco
49. Mandevilla eximia - S Brasil
50. Mandevilla filifolia - S Veneçuela
51. Mandevilla fistulosa - SE Bahia, Espírito Santo
52. Mandevilla foliosa - Chihuahua to Oaxaca
53. Mandevilla fragilis - Bolívia
54. Mandevilla fragrans - S Brasil
55. Mandevilla frigida - Piura a Perú
56. Mandevilla funiformis - S + SE Brasil
57. Mandevilla glandulosa - Perú
58. Mandevilla gracilis - S Colòmbia, NW Brasil, Veneçuela, Guyana
59. Mandevilla grata - Tucumán a l'Argentina
60. Mandevilla grazielae - E Brasil
61. Mandevilla guanabarica - Espírito Santo, Rio de Janeiro
62. Mandevilla harleyi - Minas Gerais
63. Mandevilla hatschbachii - Bahia
64. Mandevilla hesperia - Baja California Sur
65. Mandevilla hirsuta - S Mèxic to Paraguai
66. Mandevilla holosericea - México State to Oaxaca
67. Mandevilla holstii - Amazonas a Veneçuela
68. Mandevilla horrida - Cajamarca
69. Mandevilla huberi - Amazonas a Veneçuela
70. Mandevilla hypoleuca - Mèxic, Texas
71. Mandevilla illustris - Paraguai, Brasil
72. Mandevilla immaculata - S Brasil
73. Mandevilla inexperata - Ecuador
74. Mandevilla jamesonii - Ecuador
75. Mandevilla jasminiflora - Colòmbia
76. Mandevilla javitensis - SE Colòmbia, NW Brasil, Veneçuela, Guyana
77. Mandevilla kalmiifolia - Cerro Duida a Veneçuela
78. Mandevilla krukovii - NW Brasil
79. Mandevilla lancibracteata - Colòmbia, Ecuador, Veneçuela
80. Mandevilla lancifolia - SE Colòmbia, S Veneçuela
81. Mandevilla lanuginosa - S Texas, Mèxic
82. Mandevilla laxa - Bolívia, Perú, N Argentina
83. Mandevilla leptophylla - Bahia, Minas Gerais
84. Mandevilla ligustriflora - Ecuador
85. Mandevilla lobbii - Perú
86. Mandevilla lojana - Ecuador
87. Mandevilla longiflora - Bolívia, Paraguai, Uruguai, N Argentina, Brasil
88. Mandevilla longipes - Colòmbia
89. Mandevilla lucida - Rio de Janeiro
90. Mandevilla luetzelburgii - Espírito Santo
91. Mandevilla macrosiphon NE Mèxic, S Texas
92. Mandevilla martiana - E Brasil
93. Mandevilla martii - C Brasil
94. Mandevilla matogrossana - Bolívar a Veneçuela, Mato Grosso
95. Mandevilla megabracteata - NE Colòmbia, Guyana
96. Mandevilla mexicana - Oaxaca
97. Mandevilla microphylla - Bahia
98. Mandevilla mollissima - Colòmbia
99. Mandevilla montana - SW Colòmbia, Ecuador, Perú
100. Mandevilla moricandiana - E Brasil
101. Mandevilla moritziana - NE Colòmbia, Veneçuela
102. Mandevilla muelleri - SE Brasil
103. Mandevilla myriophylla - C Brasil
104. Mandevilla nacapulensis - Sonora
105. Mandevilla nacarema - Colòmbia
106. Mandevilla nerioides - Colòmbia, S Veneçuela
107. Mandevilla nevadana - Magdalena a Colòmbia
108. Mandevilla novocapitalis - C Brasil
109. Mandevilla oaxacana - Oaxaca
110. Mandevilla obtusifolia - Amazonas a Veneçuela
111. Mandevilla pachyphylla - Bolívar a Veneçuela
112. Mandevilla paisae - Antioquia
113. Mandevilla pavonii - Colòmbia a Bolívia
114. Mandevilla pendula - SE Brasil
115. Mandevilla pentlandiana - Perú, Bolívia, Brasil, N Argentina
116. Mandevilla petraea - Paraguai, Uruguai, Bolívia, Brasil, N Argentina
117. Mandevilla pohliana - Paraguai, Bolívia, Brasil, N Argentina
118. Mandevilla polyantha - Perú
119. Mandevilla pristina - Perú
120. Mandevilla pubescens - NW Veneçuela, Colòmbia, Ecuador
121. Mandevilla puyumato - Colòmbia
122. Mandevilla pycnantha - Minas Gerais
123. Mandevilla riparia - Perú, Colòmbia, Ecuador
124. Mandevilla rubra - Minas Gerais
125. Mandevilla rugellosa - N + C Sud-amèrica
126. Mandevilla rugosa - Guyana, Brasil
127. Mandevilla rutila - Perú, Bolívia
128. Mandevilla sagittarii - Panama, Colòmbia, Ecuador
129. Mandevilla sancta - Bahia
130. Mandevilla sancta-martae - Magdalena a Colòmbia
131. Mandevilla sandemanii - Perú
132. Mandevilla sanderi - Rio de Janeiro
133. Mandevilla sandwithii - Guyana
134. Mandevilla scaberula - N Brasil, Veneçuela, Guyana, Fr Guiana
135. Mandevilla scabra - Amèrica del Sud tropical
136. Mandevilla schlimii - Veneçuela, Colòmbia
137. Mandevilla scutifolia - Perú
138. Mandevilla sellowii - S Brasil
139. Mandevilla semirii - Minas Gerais
140. Mandevilla similaris - SE Veneçuela
141. Mandevilla speciosa - N Brasil, Veneçuela, Guyana, Colòmbia
142. Mandevilla spigeliiflora - Brasil, Paraguai, Bolívia
143. Mandevilla splendens - Rio de Janeiro
144. Mandevilla steyermarkii - S Veneçuela, SE Colòmbia
145. Mandevilla subcarnosa - N Brasil, Veneçuela, Guyana, Colòmbia
146. Mandevilla subcordata - Bolívia
147. Mandevilla subsagittata - Mèxic to Perú; Cuba, Trinidad
148. Mandevilla subscorpoidea - Guatemala, S Mèxic
149. Mandevilla subsessilis - C Mèxic to El Salvador
150. Mandevilla subumbelliflora - Perú
151. Mandevilla surinamensis - Veneçuela, 3 Guianas
152. Mandevilla symphytocarpa - De Trinitat a Bolívia
153. Mandevilla tenuifolia - Suriname, Brasil
154. Mandevilla thevetioides - SE Colòmbia
155. Mandevilla torosa - De Tamaulipas a Honduras; Cuba, Jamaica
156. Mandevilla trianae - De Guyana al Perú
157. Mandevilla tricolor - Ecuador
158. Mandevilla tristis - Táchira
159. Mandevilla tubiflora - Del NW de Mèxico a Nicaràgua
160. Mandevilla turgida - S Veneçuela
161. Mandevilla ulei - NW Brasil
162. Mandevilla undulata - Paraguai, Misiones
163. Mandevilla urceolata - Rio de Janeiro
164. Mandevilla urophylla - SE Brasil
165. Mandevilla vanheurckii - Veneçuela, Perú, NW Brasil
166. Mandevilla vasquezii - Perú
167. Mandevilla velame - Brasil
168. Mandevilla venulosa - Minas Gerais, São Paulo
169. Mandevilla veraguasensis - S Central America, NW South America
170. Mandevilla versicolor - Perú, Ecuador
171. Mandevilla villosa - Chiapas to S Veneçuela
172. Mandevilla virescens - S Brasil, Paraguai, NE Argentina
173. Mandevilla widgrenii - Brasil, Paraguai
174. Mandevilla xerophytica - Boyaca a Colòmbia